# Петро Белей
Петро Белей (* 189?, Станіслав — 19??, Мюнхен) — український громадсько-політичний діяч. Виконувач обов'язків голови Української національної ради (1971-1972). 

## Життєпис
Народився в місті Станіслав. У 1913 році закінчив українську гімназію у Станіславі. Працював адвокатом. Був видавцем «Академічного видавництва доктора Петра Белея» у Мюнхені.
У 1970 році став членом Української національної ради від фракції Українського національно-демократичного об'єднання (УНДО). Був головою правничої комісії УНРади, в.о. Голови Української національної ради.